# Charles Codman
Pour les articles homonymes, voir Codman.
Charles Codman, né vers 1800 et mort le 11 septembre 1842, est un peintre paysagiste américain de Portland. Son art est exposé au Museum d'Art de Portland parmi les œuvres de la fin de la peinture paysagiste primitive américaine.

## Biographie
Codman est probablement originaire de Boston ; il suit un apprentissage chez le peintre John Ritto Penniman et devient un peintre décoratif. Les plus importants travaux qu'il ait conçus et peints sont cinq fireboards (panneaux décoratifs placés au-dessus de foyers pendant l'été) dans le style paysagiste, pour l'hôtel particulier du constructeur de navires James Deering, à Portland. Il a également réalisé des œuvres dans les catégories du portrait et de l'art décoratif.
Son œuvre a été « découverte » en 1828 par le critique d'art John Neal (1793-1876).

## Galerie

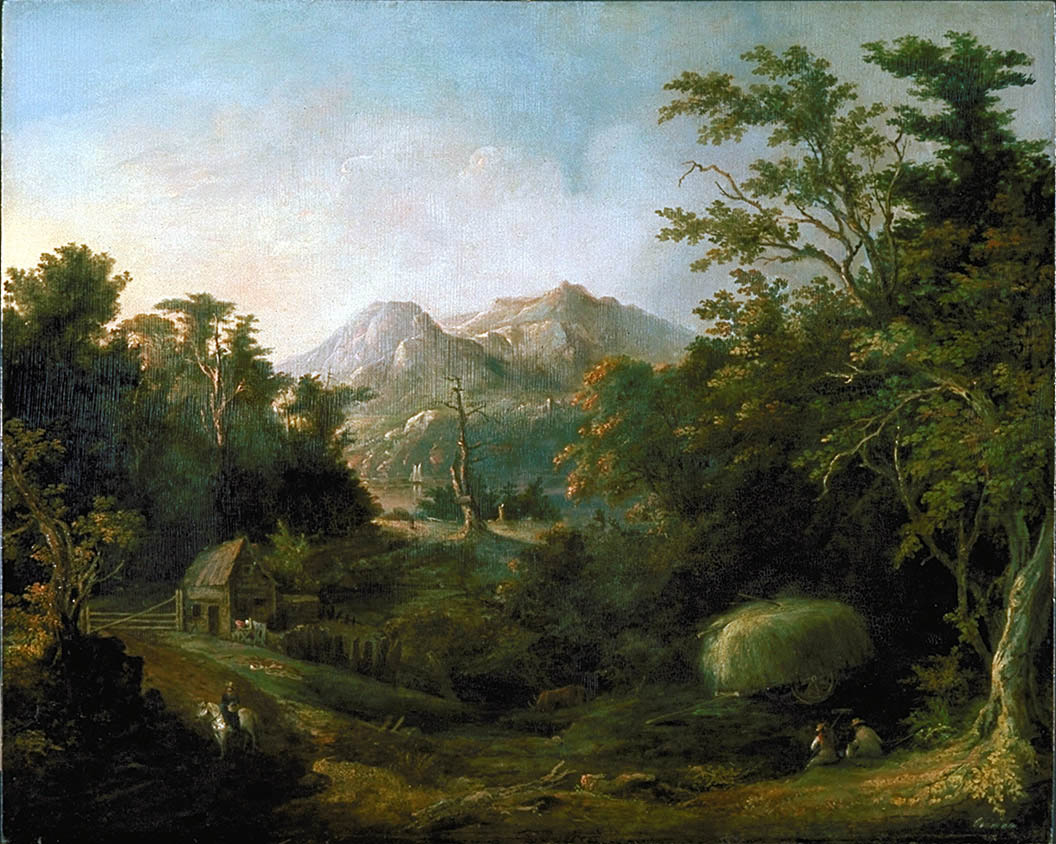
Landscape with Farm and Mountains
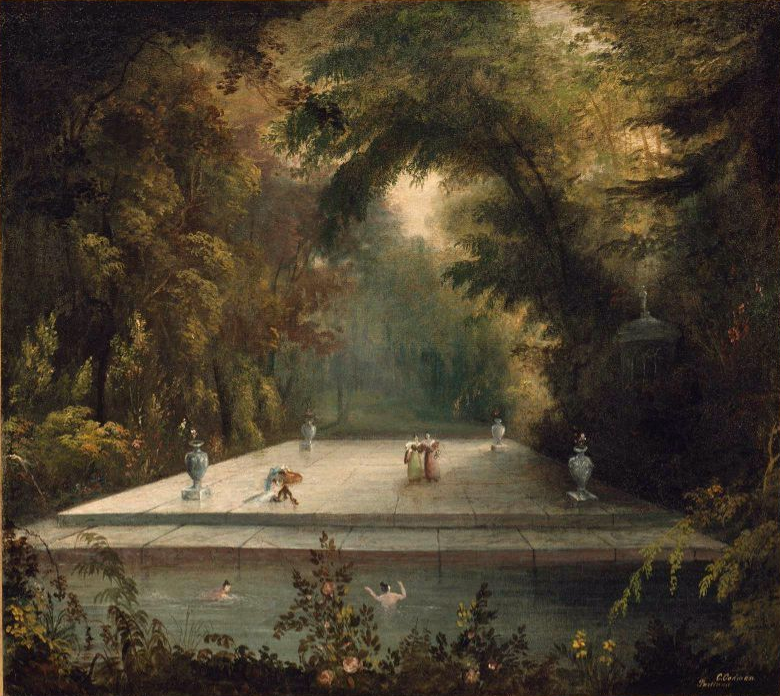
The Bathing Pool
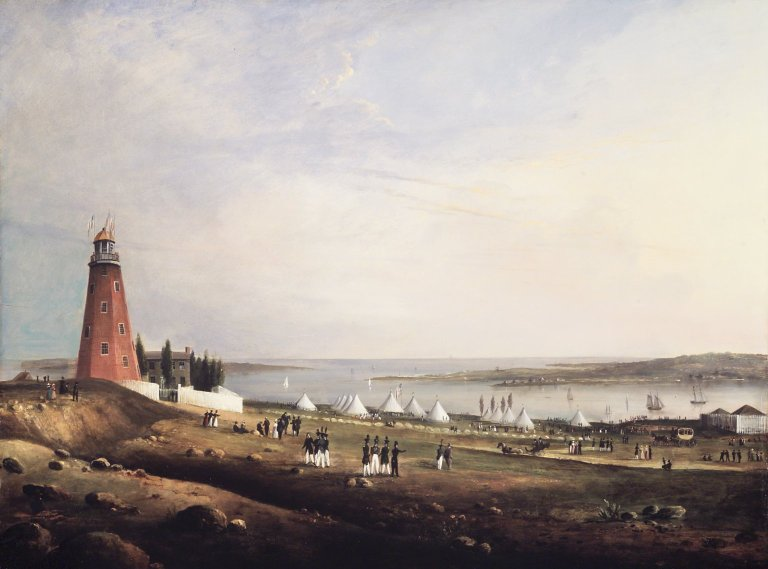
Entertainment of the Boston Rifle Rangers by the Portland Rifle Club in Portland Harbor, August 12, 1829
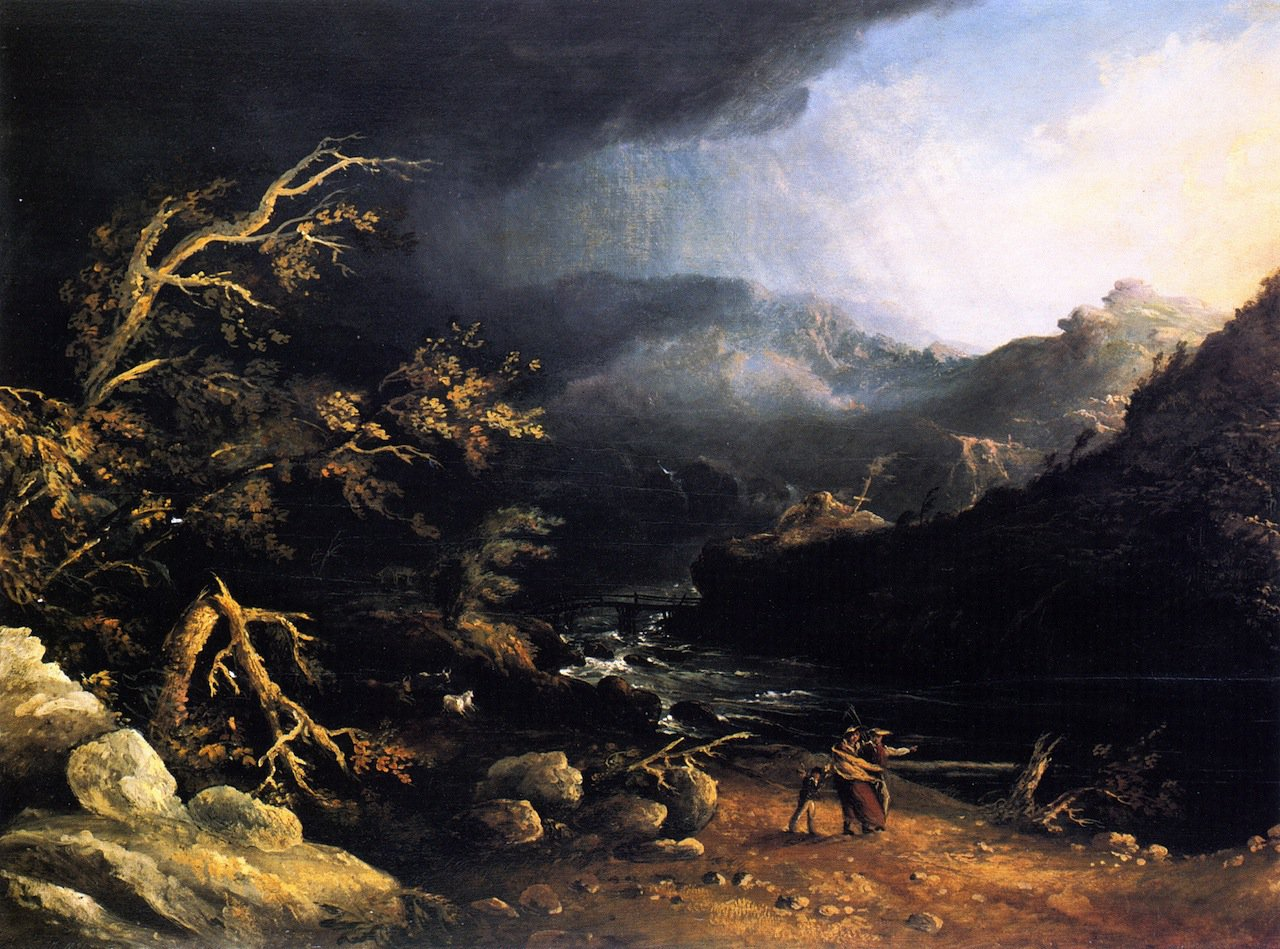
Approaching Storm
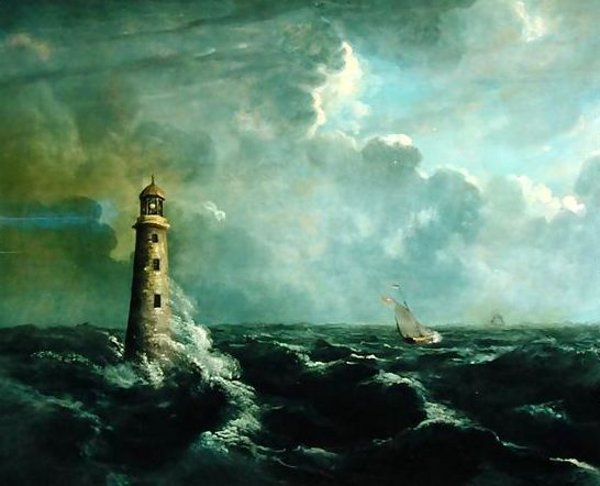
Seascape with Lighthouse